# Marie Rose Mureshyankwano
Marie Rose Mureshyankwano (nascida em 1968) é uma política ruandesa. Ela foi membro do parlamento (MP) de 2005 a 2016. Desde 2019 ela é membro do Senado de Ruanda, eleita senadora pela Província Ocidental.

## Vida
Marie Rose Mureshyankwano tem mestrado em Estudos de Desenvolvimento. De 1992 a 1994 e novamente de 1997 a 2001 ela trabalhou como professora primária. De 2001 a 2005 ela foi instrutora numa escola secundária.
Em 2005, Mureshyankwano tornou-se MP na Câmara dos Deputados. Ela permaneceu como MP até 2016. De 2016 a 2018 foi governadora da Província do Sul, e em 2018-19 trabalhou como assessora do Secretariado-geral da RPF-Inkotanyi.
Em 2019, Mureshyankwano foi um dos três candidatos eleitos como senador pela Província Ocidental.